# اچ‌ام‌اس فیل (۱۷۸۶)
اچ‌ام‌اس فیل (۱۷۸۶) (به انگلیسی: HMS Elephant (1786)) یک کشتی بود که طول آن ۱۶۸ فوت (۵۱ متر) بود. این کشتی در سال ۱۷۸۶ ساخته شد.